# Chopper Chicks in Zombietown
Chopper Chicks in Zombietown è un film del 1989, diretto da Dan Hoskins, prodotto dalla Troma.

## Trama
La Cycle Sluts è una banda femminile di motocicliste capitanata da Rox, che si definisce «grossa, cattiva e lesbica». Le ragazze approdano a Zariah, una cittadina sperduta nel deserto, in cerca di cibo e di uomini. Una volta soddisfatte le loro richieste, le ragazze devono fronteggiare un gruppo di zombi creati dal becchino del paese. Inoltre dovranno combattere anche i pregiudizi degli abitanti del luogo.

## Riconoscimenti
- 1991 - Fantasporto
  - Premio della giuria

## Collegamenti ad altre pellicole
- In Orgazmo, diretto da Trey Parker nel 1997, è presente il poster del film.